# Per Pallesen
Per Aaby Pallesen (født 30. april 1942 i Aars) er en dansk skuespiller, der har haft en lang række roller indenfor det komiske fag i såvel teaterforestillinger, shows, film, radio som tv. Han huskes især for Hjørringrevyen, Dansk Naturgas og Pallesen-Pilmark show.

## Kunstnerisk virke
Pallesen blev uddannet sparekasseassistent,
men skiftede og blev sidenhen uddannet på skuespillerskolen ved Aalborg Teater 1962-1966.
Eddie Skoller, der havde overtaget Hjørringrevyen i 1977 efter Thøger Olesens død, hentede i 1978 Pallesen til revyen, og i 1979 blev Pallesen leder.
Gennem 20 år var han instruktør og direktør for denne revy.
Humoren fra Hjørringrevyen blev taget med over til tv-satireprogrammet Dansk Naturgas som udsendtes i 1980'erne. Her var Pallesen også instruktør og skuespiller.
Fra dette tv-program huskes han for figuren Mathiesen og hans "forhold" til fru Christoff, spillet af Tommy Kenter.
Mange husker det musikalske flygelshow Pallesen Pilmark Show med makkeren Søren Pilmark fra 1984 og hans tjener Boldt fra serien Matador. Men samtidig også som den stærke og elskelige Ib Abelsøn i tv-serien Gøngehøvdingen.
På teatret har han bl.a. optrådt i musicalerne Styrmand Karlsens flammer, Spillemand på en tagryg og Les Misérables.
Han har også haft roller på Det kongelige Teater og på Aveny Teatret.
Han huskes også for i mange år at have været instruktør på mange teater- og revyforestillinger og var fra 2001 til 2007 chef for Nørrebros Teater.
I 2010 spillede han Václav Havels stykke fra 2008 Afsked på Odense Teater.

## Restaurant- og vinkender
Pallesen har i flere år haft lejlighed i Rom og har godt kendskab til dens restauranter.
Erfaringerne har han udgivet turistguiden Spis i Roms sidegader udgivet i 2010 på forlaget Thaning & Appel.
Hans interesse for vin resulterede i bogen Glæden ved vin udgivet på samme forlag året før i 2009.
Han holder årligt omkring 25 foredrag om vin.

## Per Pallesens Plads
I november 2007, besluttede Vesthimmerlands Byråd at opkalde en del af Bymidten, efter Pallesen. Pladsen blev indviet i Aars den 17. maj 2008.

## Privat
Pallesen var gift med sin kollega og medspiller Kirsten Peüliche fra 1966-1991.
De har sammen to døtre – skuespillerinderne Trine Pallesen og Sofie Pallesen.
Herefter dannede han i mange år par med den 25 år yngre koreograf og skuespillerinde Jeanette Binderup-Schultz.
Omkring 2005 havde han et forhold til Anne Fabricius-Bjerre.
Senest har han dannet par med tandlægen Vivian Dencker.

## Filmografi
| År   | Titel                             | Rolle                             | Noter |
| ---- | --------------------------------- | --------------------------------- | ----- |
| 1967 | Nyhavns glade gutter              | ung greve                         |       |
| 1968 | Det kære legetøj                  |                                   |       |
| 1969 | Farlig sommer                     |                                   |       |
| 1969 | Den røde rubin                    |                                   |       |
| 1970 | Black-out                         |                                   |       |
| 1973 | Olsen-banden går amok             | betjent                           |       |
| 1975 | Piger i trøjen                    |                                   |       |
| 1976 | Gangsterens lærling               |                                   |       |
| 1977 | Skytten                           |                                   |       |
| 1977 | Piger til søs                     |                                   |       |
| 1978 | Mig og Charly                     |                                   |       |
| 1979 | Trællenes oprør                   |                                   |       |
| 1979 | Olsen-banden overgiver sig aldrig | underordnet betjent i EFs bygning |       |
| 1980 | Verden er fuld af børn            |                                   |       |
| 1980 | Trællenes børn                    |                                   |       |
| 1983 | Med lille Klas i kufferten        |                                   |       |
| 1985 | Den kroniske uskyld               |                                   |       |
| 1990 | Fuglekrigen i Kanøfleskoven       |                                   |       |
| 1990 | Camping                           |                                   |       |
| 1992 | Gøngehøvdingen                    | Ib Abelsøn                        | serie |
| 1996 | Charlot og Charlotte              |                                   |       |
| 2003 | Who's the Greatest                |                                   |       |
| 2003 | Nissernes Ø                       |                                   |       |